# L'uomo che andò in fumo
L'uomo che andò in fumo (titolo originale Mannen som gick upp i rök) è un romanzo poliziesco pubblicato nel 1966 dalla coppia di autori svedesi Maj Sjöwall e Per Wahlöö. Il romanzo, ambientato in gran parte a Budapest, è il secondo della serie in cui indaga Martin Beck che qui ricopre il grado di sovrintendente capo della polizia di Stoccolma.

## Trama
Stoccolma, agosto 1966. Il sovrintendente Martin Beck ha appena iniziato il suo periodo di ferie con la famiglia, quando riceve una telefonata urgente dal capo della polizia. Rientrato a Stoccolma, Beck si reca presso il Ministero degli Esteri, dove un funzionario lo mette al corrente di una vicenda delicata, la scomparsa a Budapest di un giornalista, Alf Mattson. Al ministero temono un nuovo caso di fuga verso il blocco comunista e desiderano che ad occuparsi del caso sia un uomo di assoluta fiducia ed esperienza. Mattson, in passato giornalista sportivo, negli ultimi tempi si era soprattutto dedicato ad inchieste dedicate ai paesi oltre cortina, e ciò lo aveva portato a compiere numerosi viaggi in quei paesi.
Dopo aver accettato l'incarico di indagare sulla scomparsa del giornalista, Beck si reca a Budapest, dove comincia a seguire le labili tracce lasciate dall'uomo scomparso due settimane prima, avendo anche il discreto supporto della polizia ungherese.

## Edizioni
- Maj Sjöwall e Per Wahlöö, L'uomo che andò in fumo, traduzione di Renato Zatti, collana La memoria, Sellerio Editore, 2009,  p. 272, ISBN 88-389-2358-2.